# Le Domaine-du-Roy
Le Domaine-du-Roy ist eine regionale Grafschaftsgemeinde (französisch municipalité régionale de comté, MRC) in der kanadischen Provinz Québec.
Sie liegt in der Verwaltungsregion Saguenay–Lac-Saint-Jean und besteht aus zehn untergeordneten Verwaltungseinheiten (zwei Städte, fünf Gemeinden, ein Dorf, ein Sprengel und ein gemeindefreies Gebiet). Die MRC wurde am 1. Januar 1983 gegründet. Der Hauptort ist Roberval. Die Einwohnerzahl beträgt 31.285 (Stand: 2016) und die Fläche 17.803,47 km², was einer Bevölkerungsdichte von 1,8 Einwohnern je km² entspricht.

## Gliederung
Stadt (ville)
- Roberval
- Saint-Félicien

Gemeinde (municipalité)
- Chambord
- Lac-Bouchette
- Saint-François-de-Sales
- Saint-Prime
- Sainte-Hedwidge

Dorf (municipalité de village)
- Saint-André-du-Lac-Saint-Jean

Sprengel (municipalité de paroisse)
- La Doré

Gemeindefreies Gebiet (territoire non-organisé)
- Lac-Ashuapmushuan

Auf dem Gebiet der MRC Le Domaine-du-Roy liegt auch das Indianerreservat Mashteuiatsh, das jedoch autonom verwaltet wird und eine Enklave bildet.

## Angrenzende MRC und vergleichbare Gebiete
- Maria-Chapdelaine
- Lac-Saint-Jean-Est
- La Tuque
- Jamésie